# 13608 Andosatoru
13608 Andosatoru eller 1994 TQ1 är en asteroid i huvudbältet som upptäcktes den 2 oktober 1994 av de båda japanska astronomerna Kazuro Watanabe och Kin Endate vid Kitami-observatoriet. Den är uppkallad efter Satoru Ando.
Asteroiden har en diameter på ungefär 4 kilometer.